# Zelotes cruz
Espèce
Zelotes cruz est une espèce d'araignées aranéomorphes de la famille des Gnaphosidae.

## Distribution
Cette espèce est endémique de Californie aux États-Unis,.  Elle se rencontre sur Santa Cruz et Anacapa dans les Channel Islands.

## Description
Le mâle holotype mesure 4,82 mm et les femelles de 5,11 à 8,62 mm.

## Étymologie
Son nom d'espèce lui a été donné en référence au lieu de sa découverte, l'île Santa Cruz.

## Publication originale
- Platnick & Shadab, 1983 : A revision of the American spiders of the genus Zelotes (Araneae, Gnaphosidae). Bulletin of the American Museum of Natural History, no 174, p. 97-192 (texte intégral).